# Thomas Eastoe Abbott
Thomas Eastoe Abbott (geboren am 23. November 1786 in East Dereham, Norfolk; gestorben am 18. Februar 1854 in Darlington, County Durham) war ein englischer Dichter.
Abbott war von Beruf Beamter in der Zollverwaltung und schrieb vor allem Gelegenheitsgedichte zu offiziösen Anlässen, wie etwa Peace, ein dem Bürgermeister von Hull gewidmetes Gedicht anlässlich des Sieges über Frankreich im Sechsten Koalitionskrieg oder Gedichte zum Tode der Prinzessin Charlotte (1817) oder des Duke of York (1828). W. H. D. Longstaffe, ein zeitgenössischer Kommentator, pries Abbott für seine einfachen, an Wordsworth erinnernden Verse, aus denen „echter Patriotismus“ und der Geist des Christentums spreche. Nach seinem Tod geriet Abbott dennoch vollkommen in Vergessenheit.

## Werke
- Peace: A Lyric Poem. W. Ross, Hull 1814 (archive.org).
- Resignation: A Poem on the Death of Princess Charlotte. Hull 1817.
- The Triumph of Christianity: A Missionary Poem, with Notes and other Poems. London 1819.
- Soldier’s Friend; or, Memorials of Brunswick: a Poem Sacred to the Memory of His Royal Highness Frederick, Duke of York and Albany. Wilson, Hull 1828 (archive.org).
- Lines on Education and Religion. Darlington 1839.